# Дау, Райман
Райман Дау (фр. Raimane Daou; родился 20 ноября 2004 года, Дзаудзи, Майотта, Франция) — коморско-французский футболист, полузащитник клуба «Олимпик Марсель».

## Клубная карьера
Райман Дау — воспитанник «Септема», «Мариньян Жиньяк» и «Эр Бель». В 2021 году перешел в «Олимпик Марсель», заключив контракт до 2024 года. За «Олимпик Марсель B» дебютировал в матче против «Луан-Кюизо». Свой первый гол забил в ворота «Луччаны». 7 января 2023 года был включен в заявку основной команды на матч против «Йера» в Кубке Франции. Дебют за «Олимпик Марсель» состоялся 18 апреля 2024 года в 1/4 финала Лиги Европы 2023/2024, где в дополнительное время на 100-й минуте заменил Самюэля Жиго.

## Карьера в сборной
Благодаря своим родителям помимо сборной Франции имеет право выступать за сборную Комор. Вместе со сборной Комор до 20 лет участвовал на турнире Мориса Ривелло 2022. За сборную Комор дебютировал 17 ноября 2023 в матче против Кабо-Верде.

## Стиль игры
Дау — разносторонний полузащитник, любящий вносить свой вклад в игру. Умеет владеть и контролировать мяч, а также открываться под передачи партнёров. Дау может играть как в полузащите, так и в защите.